# Alessandra Lunardi
Pour les articles homonymes, voir Lunardi.
Alessandra Lunardi (née en 1958) est une mathématicienne italienne spécialisée dans l'analyse mathématique. Elle est professeure au département de mathématiques et d'informatique de l'université de Parme. Elle s'intéresse particulièrement aux équations de Kolmogorov (en) et aux problèmes de limites libres (en).

## Biographie
Alessandra Lunardi a fait ses études à l'université de Pise, où elle obtient son diplôme en 1980 et un doctorat en 1983,. Sa thèse, intitulée Analyticity of the maximal solution to fully nonlinear equations in Banach spaces, est supervisée par Giuseppe Da Prato.  
Elle fait une recherche postdoctorale à l'université de Pise de 1984 à 1987, puis elle est professeure titulaire à l'université de Cagliari de 1987 à 1994. Elle est professeure à l'université de Parme depuis 1994. 
Alessandra Lunardi est l'une des six rédacteurs en chef de la revue Nonlinear Differential Equations and Applications (NoDEA). Elle a également été rédactrice en chef de Rivista di Matematica della Università di Parma pour la série 7 de la revue, de 2002 à 2008.

## Prix et distinctions
En 1987, Alessandra Lunardi remporte le prix Bartolozzi de l'Union mathématique italienne. En 2017, elle obtient le prix prix Amerio de l'Académie des sciences et des lettres de l'institut lombard.

## Publications

Le Processus d'Ornstein-Uhlenbeck

- Analytic semigroups and optimal regularity in parabolic problems, (Birkhäuser, 1995, réimprimé 2013)[7]
- Interpolation theory, (Edizioni della Normale, 1998, 3e éd., 2018)[8].
- Avec G. Da Prato, P.C. Kunstmann, I. Lasiecka, R. Schnaubelt et L. Weis, Functional Analytic Methods for Evolution Equations, Springer, 2004.
- (en) Sandra Cerrai et Alessandra Lunardi, « Schauder theorems for for Ornstein-Uhlenbeck equations in infinite dimension », Journal of Differential Equations, Elsevier, vol. 267,‎ 2019, p. 7462-7482 (lire en ligne).